# Hylettus ramea
Hylettus ramea är en skalbaggsart som först beskrevs av Bates 1864.  Hylettus ramea ingår i släktet Hylettus och familjen långhorningar. Inga underarter finns listade i Catalogue of Life.